# زاك ميلر (لاعب غولف)
زاك ميلر (بالإنجليزية: Zack Miller)‏ هو لاعب غولف أمريكي، ولد في 5 يوليو 1984 في Greenbrae, California ‏ في الولايات المتحدة.

## وصلات خارجية
- زاك ميلر على موقع رابطة لاعبي الغولف المحترفين (الإنجليزية)